# Fritz Uwe Niethard
Fritz Uwe Niethard (* 3. April 1945 in Aurach) ist ein deutscher Orthopäde und Unfallchirurg. Er war von 2002 bis 2014 Generalsekretär der Deutschen Gesellschaft für Orthopädie und Orthopädische Chirurgie (DGOOC).

## Leben
Fritz Uwe Niethard studierte von 1964 bis 1970 Humanmedizin an der Freien Universität Berlin (FU), wo er 1970 promovierte. Von 1970 bis 1971 war Medizinalassistent an der Orthopädischen Universitätsklinik der FU Berlin (Oskar-Helene-Heim), der Inneren Abteilung der Städtischen Krankenanstalten Hohengatow, Berlin und der Chirurgischen Abteilung des Städtischen Krankenhauses Salzgitter, wo er danach auch die Chirurgische Weiterbildung absolvierte. 1977 schloss er an der Orthopädischen Universitätsklinik Heidelberg den Facharzt für Orthopädie ab und habilitierte 1978 an der Ruprecht-Karls-Universität Heidelberg. Bis 1984 war er Oberarzt, danach bis 1996 Stellvertretender Klinikdirektor, von 1991 bis 1996 zudem Leiter der Abteilung Orthopädie im Kindesalter, rekonstruktive Wirbelsäulenchirurgie und Rehabilitation. 1996 wurde Niethard nach einer seit 1984 bestehenden außerplanmäßigen Professur Universitätsprofessor und übernahm das Amt des Ärztlichen Direktors der Klinik für Orthopädie am Universitätsklinikum Aachen, das er bis Juli 2010 innehatte. Parallel war er von 2008 bis 2010 Stellvertretender Ärztlicher Direktor der Klinik für Unfallchirurgie an der RWTH.

## Forschung
Die Forschungsschwerpunkte Niethards sind Ätiologie, Pathogenese und Therapie der Arthrose, Kniegelenkserkrankungen und Verletzungen, Erkrankungen und Biomechanik der Lendenwirbelsäule, Kinderorthopädie sowie Chirurgische Technik im Operationssaal.

## Funktionen
Seit 1985 ist Niethard Mitglied im Vorstand der Deutschen Gesellschaft für Orthopädie und Traumatologie (DGOT), später Deutsche Gesellschaft für Orthopädie und Orthopädische Chirurgie (DGOOC). Von 1985 bis 1991 war er Beiratsmitglied der Deutschen Gesellschaft für Unfallchirurgie (DGU). Von 1989 bis 1991 war er Schatzmeister der International Society for the Study of the Lumbar Spine (ISSLS) und von 1991 bis 1996 deren European Representative. Im Jahr 2000 war er Präsident der Deutschen Gesellschaft für Orthopädie und Traumatologie und Veranstalter des Jahreskongresses in Wiesbaden. Seit 2002 ist Niethard Generalsekretär der Deutschen Gesellschaft für Orthopädie und Orthopädische Chirurgie. Als Gründungsmitglied der Deutschen Gesellschaft für Orthopädie und Unfallchirurgie im Jahr 2008 ist er seitdem im zweijährigen Rhythmus auch Generalsekretär dieser Gesellschaft.
Daneben ist Niethard Vorstandsmitglied der Deutschen Gesellschaft für Unfallchirurgie (2002), der Deutschen Gesellschaft für Chirurgie (2005) und des Berufsverbandes der Fachärzte für Orthopädie und Unfallchirurgie (2002). Von 1991 bis 1997 war er 2. Vorsitzender der Vereinigung für Kinderorthopädie und von 1997 bis 2000 1. Vorsitzender der Vereinigung für Kinderorthopädie. Zudem ist Niethard Vorstandsmitglied und Sprecher des ärztlichen Kuratoriums des Zentralverbandes Deutscher Krankengymnasten (ZVK) und Vorsitzender der Otto Bock Stiftung.
Niethard war von 1996 bis 2011 Herausgeber der „Zeitschrift für Orthopädie und Unfallchirurgie“ und ist seit 2002 bis heute Mitherausgeber der „Orthopädie und Unfallchirurgie – Mitteilungen und Nachrichten“. Zudem ist er Beiratsmitglied der Zeitschrift „Spine“ Lippincott (Minneapolis), des Journal of Pediatric Orthopedics und des Journal of Bone and Joint Surgery.

## Ehrungen und Auszeichnungen
- 1979: Georg-Schmorl-Preis der Deutschen Wirbelsäulengesellschaft (DWG)
- 1982: Mitglied des anglo-amerikanischen Reisestipendiums der Deutschen Gesellschaft für Orthopädie und Traumatologie
- 1983: Matthias-Hackenbroch-Preis der Vereinigung Süddeutscher Orthopäden e. V.
- 2005: Hufeland-Preis für die „Entwicklung und Nachweis der Effizienz eines generellen Hüftsonographiescreenings“ gemeinsam mit Nicola Ihme und Rüdiger von Kries
- Ehrenmitglied der Österreichischen Gesellschaft für Orthopädie und orthopädische Chirurgie
- Ehrenmitglied der Vereinigung für Kinderorthopädie (VKO)
- Korrespondierendes Mitglied der American Orthopaedic Association

## Ausgewählte Publikationen
- FU Niethard: Die besondere Bedeutung des schweren Schädel-Hirn-Traumas im Rahmen der lebensbedrohlichen Mehrfachverletzungen. In: Monatszeitschrift Unfallheilkunde. 1975, 78, S. 97–109.
- FU Niethard, R Plaue: Das hintere Tibiakantenfragment als prognostisches Kriterium. In: Arch.Orthop.Unfall-Chir. 87, 1977, S. 213–221.
- FU Niethard: Morphologische und biochemische Untersuchungen am Knorpelgewebe der diabetischen Ratte - ein Modell einer stoffwechselbedingten Arthrose. In: Z.Orthop. 124,1986, S. 125–139.
- C Kasperk, U Schneider, U Sommer, FU Niethard, R Ziegler: Differential Effects of Glucocorticoids on Human Osteoblastic Cell Metabolism In Vitro. In: Calcif Tissue Int, 57, 1995, S. 120–126, PMID 7584872.
- R v Kries, N Ihme, D Oberle, A Lorani, R Stark, L Altenhofen, FU Niethard: Universal ultrasound screening programme for developmental dysplasia of the hip in Germany: impact on the rate of first operative procedures. In: The Lancet, 362, 2003, S. 1883–1887, PMID 14667743.
- FU Niethard, K Weise: Das Deutsche Endoprothesenregister – eine unendliche Geschichte? In: Z.Orthop. Unfall., 147, 2009, S. 149–150.
- T Schäfer, R Pritzkuleit, C Jeszenszky, J Malzahn, W Maier, KP Günther, FU Niethard: Trends and geographical variation of primary hip and knee joint replacement in Germany Osteoarthritis Cartilage. 2013 Feb. 21(2), S. 279–288, PMID 23220558.